# Eucalyptus normantonensis
Eucalyptus normantonensis là một loài thực vật có hoa trong Họ Đào kim nương. Loài này được Maiden & Cambage mô tả khoa học đầu tiên năm 1918.